# Stefan Schwab (Mediziner)
Stefan Schwab (*  1961 in Erlangen) ist ein deutscher Neurologe und Professor für Neurologie. Seit 2006 leitet er als Direktor die Neurologische Klinik am Universitätsklinikum Erlangen. Von 2016 bis 2018 war er Präsident der Deutschen Interdisziplinären Vereinigung für Intensiv- und Notfallmedizin (DIVI). Seine wissenschaftlichen Schwerpunkte sind die Schlaganfallmedizin, die Neurologische Intensivmedizin und experimentelle Therapieverfahren zur Behandlung des Schlaganfalls.

## Werdegang
Schwab studierte in Erlangen und München Medizin. 1988 begann er seine berufliche Laufbahn anschließend als wissenschaftlicher Assistent an der Neurologischen Universitätsklinik Würzburg, erst unter Hans Georg Mertens, dann unter Klaus Toyka. Von 1990 bis 1991 war er wissenschaftlicher Mitarbeiter am Institut für Neuropathologie der RWTH Aachen, bevor er 1991 an die Neurologische Universitätsklinik Heidelberg wechselte und dort bis 2005 als leitender Oberarzt der Abteilung unter der Leitung von Werner Hacke tätig war. In diese Zeit fallen verschiedene Studienaufenthalte, u. a. an der Johns Hopkins University in Baltimore, Maryland.
Seit April 2006 ist Schwab Ordinarius und Direktor der Neurologischen Klinik des Universitätsklinikums Erlangen.
Von 2004 bis 2006 und von 2008 bis 2010 war Schwab Präsident der Deutschen Gesellschaft für Neurointensiv- und Notfallmedizin (DGNI). Im Jahr 2016 war er Kongresspräsident des Jahreskongresses der Deutschen Gesellschaft für Neurologie in Mannheim. Von 2016 bis 2018 war er Präsident der Deutschen Interdisziplinären Vereinigung für Intensiv- und Notfallmedizin.
Schwab ist verheiratet und hat zwei Kinder. Sein Vater Karl-Heinz war Jurist und Professor für bürgerliches sowie Zivilprozessrecht, jeweils ebenfalls an der Friedrich-Alexander-Universität zu Erlangen.

## Wirken
Schwabs klinische und wissenschaftliche Aktivitäten liegen auf dem Gebiet der zerebrovaskulären Erkrankungen und der neurologischen Intensivmedizin. Er initiierte zudem das nordbayerische Telemedizinnetzwerk STENO zur Behandlung des akuten Schlaganfalls in Nordbayern zusammen mit dem
Klinikum Nürnberg und dem Klinikum Bayreuth. Daneben war er von 2008 bis 2010 Mitglied des Stadtrates der Stadt Erlangen und gehörte der CSU-Fraktion an.
Schwab ist Autor bzw. Koautor von  450 in PubMed gelisteten Artikeln sowie Buchbeiträgen und Monographien. Sein h-Index lag im Mai 2019 bei 65. Seine Forschungsschwerpunkte sind die Neurointensivmedizin die Therapie intrazerebraler Blutungen, die Schlaganfallmedizin, die Indikationsstellung für Dekompressionstrepanation und andere heute etablierte Verfahren in der Behandlung schwerster Schlaganfälle (sog. Maligne Mediainfarkte). Zu diesen Themen leistete er auch Beiträge zu internationalen Leitlinien.

### Lehr- und Fachbücher
- S. Schwab, D. Krieger, W. Müllges, G. Hamann, W. Hacke (Hrsg.): Neurologische Intensivmedizin. Springer, 1999 ISBN 3-540-65412-7.
- S. Schwab, W. Hacke (Hrsg.): Die Notfalltherapie und Intensivtherapie bei Schlaganfall. Steinkopff Verlag, 2003, ISBN 978-3-642-57384-2.
- S. Schwab, A. Unterberg, C. Werner, A. Unterberg, W. Hacke (Hrsg.): NeuroIntensiv Springer, 2008 ISBN 978-3-662-46500-4 (3. Auflage 2015, ISBN 978-3-662-46499-1)
- D. Schneider, S. Schwab, W. Hacke: Kontroverse Therapien in der neurologischen Intensivmedizin. Thieme, 2005, ISBN 978-3-13-133921-8.
- S. Schwab, D. Mendelow, D. Hanley: Critical Care of Stroke. Cambridge University Press, 2014, ISBN 978-0-511-65909-6

## Auszeichnungen
- 1998: Wallenberg-Preis der Deutschen Gesellschaft für Neurologie (DGN)
- 2004: H.G. Mertens-Preis der Deutschen Gesellschaft für Neurologie und der Gesellschaft für Neurologische Intensivmedizin (DGNI)
- 2011: Verleihung der Ehrendoktorwürde durch die Medizinische Staatsuniversität Grodno in Grodno, Weißrussland
- 2016: Ehrenmitglied French Society of Neurology